# 白云顶
白云顶，位于中国广东省中山市五桂山区石鼓村百叶岭东南2.1公里处，海拔368.5米，是五桂山山脉的一座山体。